# Djl
DJL是一个软件仓库，法国人维护使用自行开发的Djl软件连接，Djl 使用Python编写，使用Qt4图形界面。参考Valve的Steam的设计。采用GPL协议发布实际上下载的都是类似各个游戏官方提供的版本，安装步骤都在背后操作。

## 特性
这个Linux游戏软件仓库，提供客户端程序：djl 
- 包含了很多Linux发行版没有的游戏，主要是非自由软件／开源软件的那些

- 提供新消息RSS，IRC等部件

- 使用固定服务器，下载速度不定。

- 支持x86构架。不直接使用64位库

- 符合免费发行／传播的原则的游戏。参考游戏授权

## 引用
1. ↑  .   [2009-01-31]. （原始内容存档于2009-01-19）.